# Resolutie 2146 Veiligheidsraad Verenigde Naties
Resolutie 2146 van de Veiligheidsraad van de Verenigde Naties is een resolutie van de VN-Veiligheidsraad die op 19 maart 2014 met unanimiteit van stemmen werd aangenomen. De Veiligheidsraad nam op verzoek van Libië maatregelen tegen de illegale uitvoer van aardolie uit dat land. Zo kregen de lidstaten gedurende één jaar toestemming om hiervan verdachte schepen te inspecteren en kwamen betrapte schepen tijdelijk op een zwarte lijst terecht.
Separatistische militanten die de olierijke oostelijke regio Cyrenaica autonoom willen maken van Libië bezetten de drie havens in de regio en exporteren vandaaruit olie buiten de centrale overheid om. De kwestie kostte interim-premier Ali Zeidan in maart 2013 zijn ambt.

## Achtergrond
Op 15 februari 2011 braken in Libië — in navolging van andere Arabische landen — protesten uit tegen het autocratische regime van kolonel Moammar al-Qadhafi. Twee weken later had dit bewind de controle over een groot deel van Libië verloren na gewelddadige confrontaties tussen zijn aanhangers en tegenstanders. Later probeerde hij de bevolking nog te paaien met geld, maar het geweld bleef aanhouden en vele Libiërs vluchten de grenzen met Egypte en Tunesië over. Het merendeel van de internationale gemeenschap koos de zijde van de oppositie in Libië en overwoog sancties tegen het land. Die oppositie slaagde erin – met aanzienlijke luchtondersteuning van de NAVO – om zowat het hele land te veroveren en ze vormden een tijdelijke overgangsraad om het te besturen. Na de dood van Qadhafi in oktober 2011 verklaarden ze Libië bevrijd en begon de overgang naar een nieuw democratisch regime. In oktober 2012 waren verkiezingen gehouden, en sedertdien werd gewerkt aan een democratisch staatsbestel. Veiligheid en het opstellen van een nieuwe grondwet waren de prioriteiten.

## Inhoud

### Waarnemingen
De Libische regering had op 10 maart 2014 een brief gestuurd naar de Veiligheidsraad, waarin ze haar zorgen uitte over de illegale uitvoer van aardolie uit het land die haar gezag en de stabiliteit ondermijnde. Men steunde de pogingen van de Libische autoriteiten om alle olie-installaties onder controle te brengen en veiligheidsproblemen aan de grenzen op te lossen. Men wees ook op het belang van de Grensbijstandsmissie van de Europese Unie die Libiës grenstoezicht versterkte.

### Handelingen
Pogingen om op illegale wijze Libische olie te exporteren werden veroordeeld. De Libische overheid moest in eerste instantie de vlaggenstaat van het schip contacteren als een geval werd vastgesteld. Ook werd ze gevraagd telkens het sanctiecomité opgericht naar aanleiding van resolutie 1970 op de hoogte te brengen. Dit comité moest dan de lidstaten inlichten, en die kregen toestemming dergelijke schepen op zee te inspecteren en eventueel – met toestemming van Libië en de vlaggenstaat – terug te sturen. Het comité zou dergelijke schepen voor een periode van 90 dagen op een lijst zetten. De vlaggenstaat moest in die periode het schip verbieden Libische aardolie te laden en andere landen moesten het de toegang tot hun havens ontzeggen.
Het panel van experts dat toezag op de sancties tegen Libië kreeg de opdracht ook op de in deze resolutie genomen maatregelen toe te zien. Daartoe mocht de secretaris-generaal het panel uitbreiden tot zes experts. Ten slotte werd beslist dat de genomen maatregelen gedurende één jaar zouden gelden.

## Verwante resoluties
- Resolutie 2278 Veiligheidsraad Verenigde Naties (2016)

Lijst ·  2133 ·  2134 ·  2135 ·  2136 ·  2137 ·  2138 ·  2139 ·  2140 ·  2141 ·  2142 ·  2143 ·  2144 ·  2145 ·  2146 ·  2147 ·  2148 ·  2149 ·  2150 ·  2151 ·  2152 ·  2153 ·  2154 ·  2155 ·  2156 ·  2157 ·  2158 ·  2159 ·  2160 ·  2161 ·  2162 ·  2163 ·  2164 ·  2165 ·  2166 ·  2167 ·  2168 ·  2169 ·  2170 ·  2171 ·  2172 ·  2173 ·  2174 ·  2175 ·  2176 ·  2177 ·  2178 ·  2179 ·  2180 ·  2181 ·  2182 ·  2183 ·  2184 ·  2185 ·  2186 ·  2187 ·  2188 ·  2189 ·  2190 ·  2191 ·  2192 ·  2193 ·  2194 ·  2195